# 聖馬塞爾站
聖馬塞爾站（法語：Saint-Marcel）是巴黎地鐵的一個車站，服務巴黎地鐵5號線。聖馬塞爾站的站名是紀念聖馬塞爾，他是5世紀時的巴黎主教。

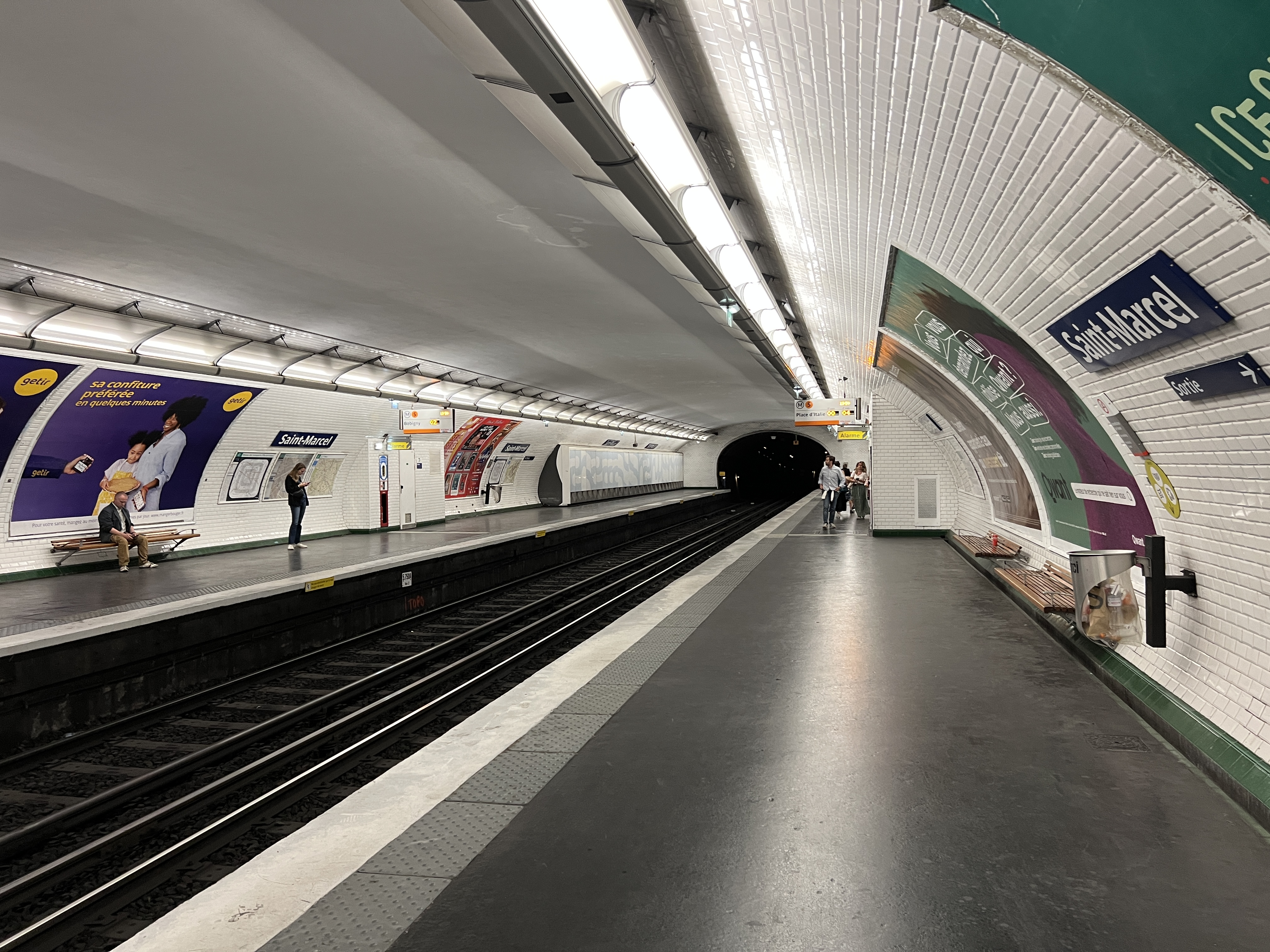
月台 (2022年6月)

## 車站結構
| 街道  |                    |                                        |
| B1    | 夾層               |                                        |
| 5號線 | 南行               | 往意大利廣場（坎波福爾米奧）           |
| 5號線 | 島式月台，左側開門 |                                        |
| 5號線 | 北行               | 往博比尼-巴勃羅·畢卡索（奧斯特里茨站） |